# بيلو (لعبة فيديو)
بيلو (بالإنجليزية: Below)‏، هي لعبة فيديو من نوع أكشن ومغامرات، وهي من تطوير ستوديو كابي بارا غيمز الكندية، ومن نشر مايكروسوفت ستوديوز، حيث تعمل اللعبة على منصتي مايكروسوفت ويندوز وإكس بوكس ون.